# Antena 3 Canarias
Pour les articles homonymes, voir Antena 3 (homonymie).

logo d'Antena 3

Antena 3 Canarias est une chaîne de télévision généraliste espagnole lancée le 3 novembre 2008 et diffusée depuis la communauté autonome espagnole des îles Canaries. Son siège est situé à Las Palmas de Gran Canaria et Santa Cruz de Tenerife.